# Michael Ventris
Michael Ventris (12. července 1922 – 6. září 1956) byl anglický architekt a amatérský filolog. Zasloužil se o rozluštění lineárního písma B roku 1952 a tím k zásadnímu pokroku v poznání mykénské civilizace, kolébky kultury starověkého Řecka.

## Život
Ventris měl od dětství talent na jazyky, naučil se nejdříve polsky (matka byla poloviční Polka) a pak další jazyky. Po střední škole se rozhodl pro studium architektury, do kterého ale zasáhl počátek druhé světové války a bitva o Anglii. Ventris nastoupil do armády, kde působil jako letecký navigátor. Školu dokončil v roce 1948 a pak nastoupil jako architekt nových školních budov na ministerstvo školství.
Zájem o nerozluštěné mykénské a další písma u něj již ve 14 letech vzbudila přednáška slaveného objevitele krétského Knóssu Arthura Evanse v roce 1936. Výsledkem jeho systematického zájmu byl článek o krétském písmu, který v jeho 18 letech publikoval prestižní americký archeologický časopis. Znovu se k tématu vrátil až po dokonční studia a v roce 1950 publikoval zprávu o stavu bádání egejských písem, kterou sestavil na základě dotazníku rozeslaného významným světovým badatelům v dané oblasti. Tuto zprávu označil za svůj poslední příspěvek k dané problematice, což tak bylo chápáno i ze strany odborníků, mezi které jako laik nebyl počítán.
Přes toto prohlášení se však v letech 1950–1952 systematicky věnoval luštění lineárního písma B, ale zjištěné poznatky si nenechával pro sebe a pravidelně s nimi seznamoval další badatele. Přesto to byl právě Ventris, komu se písmo podařilo rozlušit. Svůj výzkum založil na matematicko-statistické analýze znaků a výsledky pak aplikoval na předpokládané krétské místní názvy v textu. Překvapivě tak zjistil, že text je psán řecky, protože 16 let vycházel z Evansovy teze, že Kréťané byli neřečtí příbuzní Etrusků.
Na dalším luštění písma spolupracoval Ventris s mladým filologem Johnem Chadwickem. Jimi publikovaným závěrům se dostalo širšího přijetí až na základě nových tabulek nalezených americkým archeologem Carlem Blegenem v Pylu roku 1952. Výsledky svých výzkumů oba mladí badatelé publikovali v roce 1955 pod názvem Documents in Mycenaean Greek (Dokumenty v mykénské řečtině).
Michael Ventris zemřel již následujícího roku na následky dopravní nehody. Metody a výsledky jeho rozluštění se pak ještě staly předmětem vědeckých sporů, ale nakonec byla jejich správnost uznána.